# Jimmy Laureys
Jimmy Laureys (Sint-Niklaas, 7 juli 1981), bijgenaamd The Belgian Beast, is een Belgisch krachtsporter en powerlifter. 

## Levensloop
Laureys is  zesvoudig Sterkste Man van België. hij won de titel in 2008, 2009, 2010, 2011, 2012 en 2013. In 2009 nam hij deel aan de Sterkste Man van de Wereld maar wist zich niet te plaatsen voor de finale in een groep met vijfvoudig winnaar Mariusz Pudzianowski en Phil Pfister, de winnaar van 2006. Laureys werd zesde en laatste in deze poule.
Nadat er anabole steroïden tijdens een dopingtest in zijn urine waren gevonden na de 'Sterkste Man van België'-wedstrijd van 2013 werd hij twee jaar (tot september 2015) geschorst.
Laureys is afkomstig uit Sint-Pauwels en in het dagelijks leven bewaker. Zijn trainingen werkte hij af in Pat’s Activity Center te Bazel. In België is geen enkele professionele (betaalde en gesponsorde) 'Sterke Man'. In 2011 speelde hij een gastrol als Mister Steel in de Ketnet-serie Rox. Eveneens in 2011 zette hij zich met een aantal andere leden van de NSMB in voor de actie Glazen Verhuis in het kader van Music For Life van Studio Brussel.